# E12魚雷
E12魚雷是法國利用二次世界大戰結束後獲得自德國的魚雷技術（如T-5歸向魚雷）發展而成的潛艇用導引魚雷。

## 設計特點
E12是一種導引魚雷，利用被動聲納獲得目標的資料作為導引的資料來源。E12設計用來對付的目標包括水面艦艇以及在潛望鏡深度附近的潛艇，一般目標深度為18公尺。被動聲納的最大聽音距離為700公尺，最大射程12公里。彈頭有兩種引信：接觸與磁性。

### E15魚雷
E15是E12的外銷型，兩者直徑相同，但是E15的彈體長度較短，導引系統也有所改良。不過在射程和速度上兩者都有相同的表現。

## 使用國家
使用E12與E15魚雷的國家包括法國、巴基斯坦、葡萄牙、南非與西班牙。

## 性能數據
| 彈體直徑：   | 550毫米                      |
| 彈體長度：   | E12：7公尺，E15：5.9公尺     |
| 重量：       | E12：1650公斤，E15：1387公斤 |
| 速度／距離： | 25節／12公里                 |
| 彈頭重：     | E12：330公斤，E15：300公斤   |

## 內部鏈結
- 魚雷
- 潛艇